# Ferrari 195 S
La Ferrari 195 S est une voiture de sport produite par Ferrari en 1950, en tant que version améliorée de la 166 MM. Elle a remporté la Mille Miglia, la Coppa della Toscana et la Giro delle Calabria.

## Développement

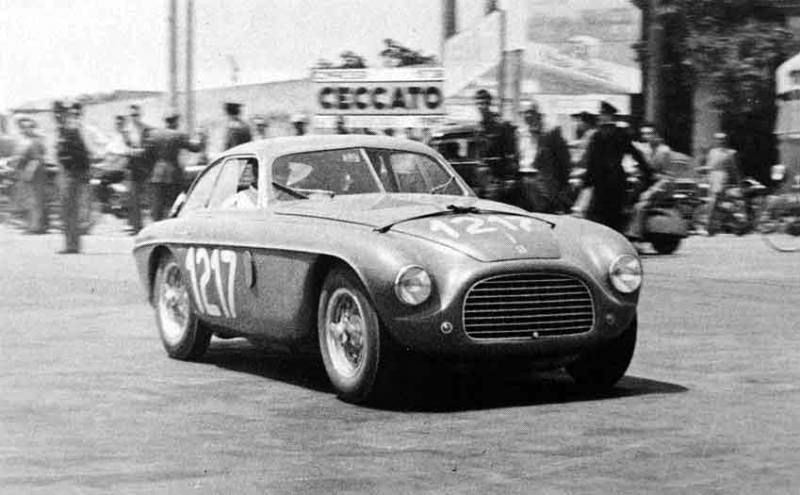
Cornaccia et Del Carlo en 195 S terminent deuxièmes à la Coppa della Toscana 1950.

La Ferrari 195 S était une évolution du moteur V12 Colombo de la 166 MM de course, dont la cylindrée avait été portée à 2,3 litres. Cette augmentation significative de la puissance et de sa délivrance marquait une amélioration notable par rapport au modèle précédent.
Seuls quatre exemplaires ont été convertis à partir de la gamme 166 MM. Deux étaient des berlinettes fermées (châssis n° 0026M et 0060M) et deux des barchettas ouvertes (châssis n° 0022M et 0038M), toutes carrossées par Carrozzeria Touring. Les berlinettes étaient auparavant des 166 MM Berlinetta Le Mans de course avant leur conversion.
Seules les Ferrari issues de la gamme 166 MM étaient officiellement reconnues comme des 195 S. Celles dérivées de la 166 Inter étaient reclassées sous le nom de 195 Inter. Il y eut également un cas particulier : une 195 Sport convertie à partir d'une 166 Ansaloni Spyder Corsa (châssis n° 012I). En 1949, elle fut recarrossée par Carrozzeria Fontana sous la forme d’un hommage au style Barchetta de Touring, avant d’être modifiée en 1950 aux spécifications de la 195 S. Après quelques courses et montées de côte, elle fut encore modifiée avec un moteur de 2,5 litres.
Lors de la vente aux enchères de Pebble Beach en 2018, organisée par Gooding & Company, la Ferrari 166 MM/195 S Berlinetta Le Mans de 1950 (châssis n° 0060M) était estimée entre 6,5 et 7,5 millions de dollars américains.

## Caractéristiques
Le moteur V12 Colombo reçut un alésage élargi de 5 mm par rapport à son prédécesseur. Les dimensions internes étaient désormais de 65 × 58,8 mm (2,6 × 2,3 pouces) pour l’alésage et la course. La cylindrée totale passa ainsi de 2,0 L à 2,3 L, soit 2 341,02 cm³. Avec un taux de compression de 8,5:1, la puissance maximale augmenta pour atteindre 170 ch à 7 000 tr/min.
L’alimentation en carburant fut améliorée grâce à trois carburateurs Weber 36DCF de plus grande taille. Le moteur conservait une seule arbre à cames en tête par banc de cylindres, actionnant deux soupapes par cylindre, ainsi qu’un système d’allumage à une seule bougie par cylindre. La lubrification était assurée par carter humide.
La 195 S utilisait un châssis tubulaire en acier dérivé de la 166 MM, avec une voie élargie et un empattement légèrement allongé, mesurant 2 250 mm. La configuration des suspensions avant et arrière restait inchangée par rapport au modèle précédent. Le freinage était assuré par des tambours hydrauliques sur les quatre roues, et la transmission était une boîte manuelle à cinq rapports non synchronisés.

## Compétition
La Ferrari 195 S fit sa première apparition en compétition lors de la Targa Florio et du Giro di Sicilia de 1950, ces deux courses étant regroupées en un seul événement cette année-là. Deux voitures officielles furent engagées par l’usine, accompagnées d’une troisième 195 Sport, convertie à partir d’une Spyder Corsa et dotée d’une carrosserie barchetta réalisée par Carrozzeria Fontana. Aucune des trois voitures ne termina la course : l’une abandonna à cause d’un problème de lubrification, tandis que les deux autres s’arrêtèrent pour secourir Fabrizio Serena, un pilote de Lancia Aprilia qui s'était accidenté.
Le premier succès de la 195 S arriva lors de la Mille Miglia 1950, où Giannino Marzotto et Marco Crosara remportèrent la victoire au volant d'une berlinette . Malgré une météo défavorable, Marzotto fut aperçu portant un costume croisé avec une cravate pendant la course. La vitesse moyenne des vainqueurs fut de 123,5 km/h . Giannino Marzotto devint ainsi, à seulement 22 ans, le plus jeune vainqueur de la Mille Miglia à ce jour. La deuxième place revint également à une 195 S, cette fois en version barchetta, pilotée par Dorino Serafini et Ettore Salani . Vittorio Marzotto et Paolo Fontana, quant à eux, terminèrent à la neuvième place au classement général et sixième de la catégorie S+2.0 avec une Fontana Barchetta. Les trois voitures étaient engagées par la Scuderia Ferrari.
Plus tard la même année, trois Ferrari 195 S terminèrent la Coppa della Toscana, une course à travers la région toscane. Serafini et Salani remportèrent la victoire dans une barchetta avec une vitesse moyenne de 127,7 km/h. Franco Cornacchia et Del Carlo se classèrent deuxièmes en pilotant la même berlinette victorieuse à la Mille Miglia. Une autre barchetta, conduite par Elio Checcacci et Dal Preda, finit septième au classement général. Giannino Marzotto s’imposa également lors des 3 Heures de Rome, également connues sous le nom de Notturne della Caracalla.

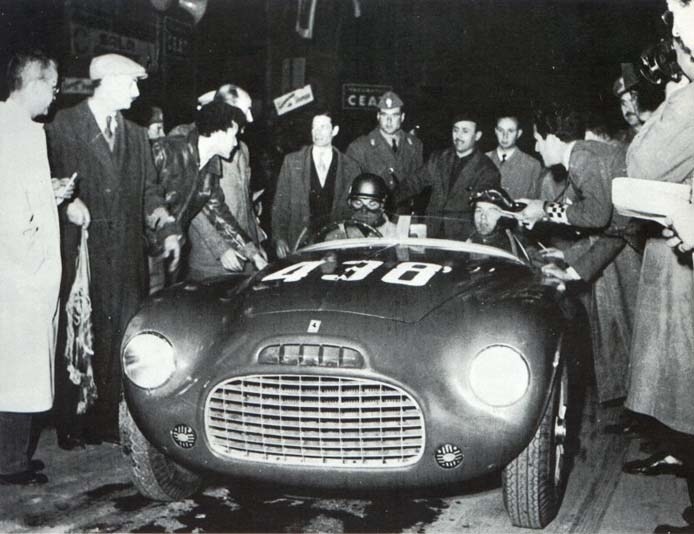
Taruffi et Salani en 195 S terminent deuxièmes du Giro di Sicilia 1951.

Pour les 24 Heures du Mans 1950, Luigi Chinetti engagea deux Ferrari 195 S. L'une, pilotée par Raymond Sommer et Dorino Serafini, réalisa le meilleur tour en essais grâce à Sommer, avec une vitesse de 161,90 km/h. La deuxième voiture était conduite par Chinetti et Pierre-Louis "Heldé" Dreyfus. Les deux voitures durent abandonner : celle de Sommer après 12 heures et 82 tours en raison de problèmes électriques, et celle de Chinetti après 121 tours à cause d’une boîte de vitesses cassée. Plus tard cette année-là, Franco Cornacchia obtint une troisième place à la Coupe d'Or des Dolomites.
Lors du Giro delle Calabria 1950, deux Ferrari 195 S prirent les deux premières places du podium. Dorino Serafini et Ettore Salani, au volant d’une barchetta, franchirent la ligne d’arrivée en première position, suivis de Cornacchia et Del Carlo dans leur berlinette,. L'une des voitures du Mans fut ensuite acquise par Briggs Cunningham, qui comptait l’engager aux États-Unis. Luigi Chinetti et Alfred Momo participèrent aux premières 6 Heures de Sebring, créées en hommage à Sam Collier, et terminèrent septièmes au classement général, remportant la catégorie S3.0. La Fontana Barchetta remporta trois courses de côte en 1950 avec Giovanni Bracco et Vittorio Marzotto, avant d’être modifiée pour une cylindrée plus importante.
En 1951, lors du 11e Giro di Sicilia, Piero Taruffi et Ettore Salani terminèrent deuxièmes au classement général avec une barchetta, juste derrière une Ferrari 212 Export. Une seule 195 S fut engagée à la Mille Miglia 1951, mais la course de Serafini et Salani s’acheva sur un accident. Briggs Cunningham fit courir sa voiture de Sebring durant la saison 1951, en commençant par la course nationale de Buenos Aires. Jim Kimberly y termina septième au classement général et remporta la catégorie S3.0. Aux Bridgehampton Sports Car Races, Phil Walters décrocha la deuxième place dans les courses Mecox Trophy et 100 Mile Cup, en remportant en plus le groupe D. John Fitch se classa également deuxième au SCCA National Watkins Glen dans la Seneca Cup.